# Orciprenalin
Az orciprenalin (INN: orciprenaline) fehér vagy csaknem fehér, vízszívó kristályos por. Vízben bőségesen, etanolban kevéssé, diklór-metánban nem oldódik. Szintetikusan állítják elő, a természetben nem fordul elő. Kémiai szerkezetében az adrenalinhoz hasonlít.
Hörgőgörcs, hörghurut, asztma és emphysema elleni szer. Hörgőtágító. A VIII. Magyar Gyógyszerkönyvben Orciprenalini sulfas    néven hivatalos.  

## Működésmód
Adrenerg β- (elsősorban β2)-agonista. Mint a hasonló szerek általában, a sejten belül serkenti az adenilát-cikláz enzim működését, mely az ATP → cAMP átalakulást katalizálja. A megnövekedett cAMP-szint ellazítja a simaizmokat a tüdőben, a petefészekben és a vázizmokat ellátó erekben.

## Adagolás
Tabletta vagy szirup formájában kerül forgalomba (utóbbi elsősorban gyermekek számára).
- Szájon át napi 3–4 alkalommal 20 mg (6–9 éveseknek 10 mg) mennyiségben. 4–6 év alatt a szer nem ajánlott. 20–30 perc után kezd hatni, és a hatás 3–6 órán át tart.
- Inhalálva felnőtteknek 0.65–1.3 mg, gyerekeknek 0.5–1 mg. 1 percen belül kezd hatni.
- Lassú intravénás injekcióban 250–500 μg.

Magas vérnyomás, szív-, cukor- és pajzsmirigybetegség valamint zöldhályog esetén szoros orvosi ellenőrzés mellett alkalmazandó.

## Készítmények
Önállóan és kombinációban számos készítményben megtalálható. Magyarországon nincs forgalomban orciprenalin-tartalmú készítmény.